# I. B třída Libereckého kraje
I. B třída Libereckého kraje je fotbalová soutěž hraná v Libereckém kraji, společně s ostatními I. B třídami patří mezi sedmé nejvyšší české fotbalové soutěže. Její účastníci se v ročníku 2024/25 dělí na dvě skupiny (východ a západ) po 13 týmech, které hrají každý s každým od podzimu do jara se zimní přestávkou, celkem se tedy hraje 24 kol. V předchozí sezóně ale počet mužstev byl ve skupinách 14 oddílu

## Vítězové

### 1. B třída skupina východ
| Ročník    | Vítězný tým                                    |
| --------- | ---------------------------------------------- |
| 2004/2005 | FK Sedmihorky                                  |
| 2005/2006 | TJ Sokol Plavy                                 |
| 2006/2007 | Sokol Jablonec nad Jizerou                     |
| 2007/2008 | Sokol Jablonec nad Jizerou                     |
| 2008/2009 | Sokol Bozkov                                   |
| 2009/2010 | TJ Sokol Maršovice                             |
| 2010/2011 | SK Mírová pod Kozákovem                        |
| 2011/2012 | FK Harrachov                                   |
| 2012/2013 | Jiskra Mšeno-Jablonec nad Nisou B              |
| 2013/2014 | FC Pěnčín                                      |
| 2014/2015 | FC Pěnčín                                      |
| 2015/2016 | FK Velké Hamry B                               |
| 2016/2017 | FC Pěnčín                                      |
| 2017/2018 | TJ Sokol Horní Branná                          |
| 2018/2019 | SK Jívan Bělá                                  |
| 2019/2020 | TJ Velké Hamry B - Nedohráno z důvodu Covid-19 |
| 2020/2021 | Spartak Rychnov - Nedohráno z důvodu Covid-19  |
| 2021/2022 | TJ Sokol Držkov                                |
| 2022/2023 | FK Jiskra Mšeno-Jablonec n.N.                  |
| 2023/2024 | SK Victory Jilemnice                           |
| 2024/2025 |                                                |

### 1. B třída skupina západ
| Ročník    | Vítězný tým                                            |
| --------- | ------------------------------------------------------ |
| 2004/2005 | –                                                      |
| 2005/2006 | VTJ Ještěd Liberec                                     |
| 2006/2007 | FK Cvikov                                              |
| 2007/2008 | SK Hlavice B                                           |
| 2008/2009 | Arsenal Česká Lípa B                                   |
| 2009/2010 | Slovan Frýdlant                                        |
| 2010/2011 | FK Krásná Studánka                                     |
| 2011/2012 | SK Raspenava                                           |
| 2012/2013 | TJ Spartak Chrastava                                   |
| 2013/2014 | TJ Tatran Bílý Kostel                                  |
| 2014/2015 | FK Bílá                                                |
| 2015/2016 | FK Přepeře                                             |
| 2016/2017 | FC Jenišovice                                          |
| 2017/2018 | FC Jenišovice                                          |
| 2018/2019 | TJ Sokol Pěnčín                                        |
| 2019/2020 | TJ Lokomotiva Česká Lípa - Nedohráno z důvodu Covid-19 |
| 2020/2021 | TJ Lokomotiva Česká Lípa - Nedohráno z důvodu Covid-19 |
| 2021/2022 | TJ Sokol Rozstání                                      |
| 2022/2023 | TJ Sokol Ruprechtice                                   |
| 2023/2024 | FK Arsenal Česká Lípa B                                |
| 2024/2025 |                                                        |